# The Real Slim Shady
The Real Slim Shady – pierwszy singel Eminema, z albumu The Marshall Mathers LP. Był to jednocześnie pierwszy singel Eminema, który znalazł się na pierwszym miejscu brytyjskiej listy przebojów.

## Teledysk
Redaktorzy witryny pastemagazine.com uznali teledysk do utworu za jeden z najgorszych, jakie otrzymały nagrodę MTV Video Music Awards.